# 1998-as Formula–1 japán nagydíj
A japán nagydíj volt az 1998-as Formula–1 világbajnokság szezonzáró futama.

## Futam
|      | Rsz. | Versenyző             | Csapat              | Körök | Idő/Kiesések | Rajthely | Pontok |
| ---- | ---- | --------------------- | ------------------- | ----- | ------------ | -------- | ------ |
| 1    | 8    | Mika Häkkinen         | McLaren-Mercedes    | 51    | 1'27:23,4    | 2        | 10     |
| 2    | 4    | Eddie Irvine          | Ferrari             | 51    | +6,491       | 4        | 6      |
| 3    | 7    | David Coulthard       | McLaren-Mercedes    | 51    | +27,662      | 3        | 4      |
| 4    | 9    | Damon Hill            | Jordan-Mugen-Honda  | 51    | +1:13,491    | 8        | 3      |
| 5    | 2    | Heinz-Harald Frentzen | Williams-Mecachrome | 51    | +1:13,857    | 5        | 2      |
| 6    | 1    | Jacques Villeneuve    | Williams-Mecachrome | 51    | +1:15,867    | 6        | 1      |
| 7    | 14   | Jean Alesi            | Sauber-Petronas     | 51    | +1:36,053    | 12       |        |
| 8    | 5    | Giancarlo Fisichella  | Benetton-Playlife   | 51    | +1:41,302    | 10       |        |
| 9    | 6    | Alexander Wurz        | Benetton-Playlife   | 50    | +1 kör       | 9        |        |
| 10   | 15   | Johnny Herbert        | Sauber-Petronas     | 50    | +1 kör       | 11       |        |
| 11   | 11   | Olivier Panis         | Prost-Peugeot       | 50    | +1 kör       | 13       |        |
| 12   | 12   | Jarno Trulli          | Prost-Peugeot       | 48    | +3 kör       | 14       |        |
| Kie. | 22   | Nakano Sindzsi        | Minardi-Ford        | 40    | Gázadagoló   | 20       |        |
| Kie. | 3    | Michael Schumacher    | Ferrari             | 31    | Defekt       | 1        |        |
| Kie. | 21   | Takagi Toranoszuke    | Tyrrell-Ford        | 28    | Ütközés      | 17       |        |
| Kie. | 23   | Esteban Tuero         | Minardi-Ford        | 28    | Ütközés      | 21       |        |
| Kie. | 18   | Rubens Barrichello    | Stewart-Ford        | 25    | Hidraulika   | 16       |        |
| Kie. | 19   | Jos Verstappen        | Stewart-Ford        | 21    | Váltó        | 19       |        |
| Kie. | 17   | Mika Salo             | Arrows              | 14    | Hidraulika   | 15       |        |
| Kie. | 10   | Ralf Schumacher       | Jordan-Mugen-Honda  | 13    | Motorhiba    | 7        |        |
| Kie. | 16   | Pedro Diniz           | Arrows              | 2     | Kicsúszás    | 18       |        |
| NK   | 20   | Ricardo Rosset        | Tyrrell             |       |              |          |        |

## A világbajnokság végeredménye
| H   | Versenyzők            | Pont | H   | Konstruktőrök       | Pont |
| --- | --------------------- | ---- | --- | ------------------- | ---- |
| 1.  | Mika Häkkinen         | 100  | 1.  | McLaren-Mercedes    | 156  |
| 2.  | Michael Schumacher    | 86   | 2.  | Ferrari             | 133  |
| 3.  | David Coulthard       | 56   | 3.  | Williams-Mecachrome | 38   |
| 4.  | Eddie Irvine          | 47   | 4.  | Jordan-Mugen-Honda  | 34   |
| 5.  | Jacques Villeneuve    | 21   | 5.  | Benetton-Playlife   | 33   |
| 6.  | Damon Hill            | 20   | 6.  | Sauber-Petronas     | 10   |
| 7.  | Heinz-Harald Frentzen | 17   | 7.  | Arrows              | 6    |
| 8.  | Alexander Wurz        | 17   | 8.  | Stewart-Ford        | 5    |
| 9.  | Giancarlo Fisichella  | 16   | 9.  | Prost-Peugeot       | 1    |
| 10. | Ralf Schumacher       | 14   | 10. | Minardi-Ford        | 0    |

(A teljes lista)

## Statisztikák
Vezető helyen:
- Mika Häkkinen: 51 (1-51)

Mika Häkkinen 9. győzelme, Michael Schumacher 20. pole-pozíciója, 34. leggyorsabb köre.
- McLaren 116. győzelme.

Nakano Sindzsi, Ricardo Rosset, Esteban Tuero, a Goodyear gumibeszállító cég és a Tyrrell utolsó versenye.